# Pyxine nana
Pyxine nana är en lavart som beskrevs av Kalb. Pyxine nana ingår i släktet Pyxine och familjen Physciaceae.   Inga underarter finns listade i Catalogue of Life.